# Зелёные холмы Африки
«Зелёные холмы Африки» (англ. Green Hills of Africa) — автобиографичная повесть Эрнеста Хемингуэя, вышедшая в 1935 году. Повествует об охоте писателя и его жены в африканских саваннах.

## Сюжет
В книге описано всё то, что происходило с Хемингуэем во время его двух сафари. События описаны не последовательно, автор слегка изменил их чередование. Сама книга повествует о волнениях, удачах и неудачах охоты, о жизни туземцев и окружающей природе. На этом фоне герои произведения размышляют о современной литературе и писателях, о жизни и смерти.

## Персонажи
Все персонажи, описанные в книге имеют своих реальных прототипов. Эрнест Хемингуэй лишь изменил их имена.

## Первое издание на русском языке
- Хемингуэй Э. Зеленые холмы Африки = Green Hills of Africa / Эрнест Хемингуэй; Пер. с англ. В. А. Хинкиса. — М.: Географгиз, 1959. — 160 с. — (Путешествия. Приключения. Фантастика). — 240 000 экз. (обл.)